# Суслов, Михаил Григорьевич
Михаи́л Григо́рьевич Су́слов (22 ноября 1940, дер. Сусловы, Кировская область) — советский и российский историк-марксист, доктор исторических наук, краевед, специалист про проблемам истории России новейшего времени, общественный деятель. Профессор, заведующий кафедрами истории Отечества (1992—1995) и общей отечественной истории (1995—2012) Пермского университета.

## Биография
Родился в деревне Сусловы (ныне — Юрьянского района Кировской области).
Окончил исторический факультет Пермского университета (1967) и аспирантуру там же. Ученик Я. Р. Волина. С 1970 года — кандидат исторических наук (диссертация «Борьба с „экономизмом“ на Урале (1898—1903)»).
Ассистент (1970—1971), старший преподаватель (1971—1973), доцент (1974—1989), профессор (с 1989) кафедры истории КПСС ПГУ. Учёный секретарь совета по защите кандидатских диссертаций при Пермском государственном университете, специальности 07.00.01 и 07.00.03 — «история КПСС», 25.00.03 — «всеобщая история» (1973—1991). В 1986 году в Ленинградской высшей партийной школе защитил докторскую диссертацию «Борьба против „экономизма“ в российской социал-демократии: историография проблемы».
Возглавлял проблемный совет Министерства высшего и среднего специального образования РСФСР «В. И. Ленин и местные партийные организации России» (1982—1991) и проблемный совет Министерства высшего и среднего специального образования Российской Федерации «Политические партии и общественно-политические движения в России» (1992—1996); руководитель группы республиканской программы «Народы России: возрождение и развитие» (1993—1998). Делегат XXVIII съезда КПСС.
В 1992—1995 годах — заведующий кафедрой истории Отечества исторического факультета, в 1995—2012 годах — заведующий кафедрой общей отечественной истории историко-политологического факультета ПГУ (ПГНИУ). В 2012—2015 годах — профессор кафедры общей отечественной истории, с 2015 года — профессор кафедры древней и новой истории России. Входит в состав учёных советов Пермского университета и исторического (историко-политологического) факультета.
В 2000-е годы приобрёл известность как общественная фигура, чья деятельность получает разностороннюю, порой — полярную оценку в профессиональных и гражданских медиа. По характеристике Б. Л. Ихлова, М. Суслов - "генетический сталинист".
В разные годы являлся членом Координационного совета по национальным вопросам при Администрации Пермской области, Экспертного совета при Архивном управлении Пермской области, Методического совета Регионального учебного центра Пермского областного совета профсоюзов, Методического совета Уральской академии государственной службы. Консультант главы города Перми. Был научным руководителем музея-заповедника «Пермь-36».

## Научная деятельность
Сфера исследовательских интересов М. Г. Суслова — революции и войны, история общественной мысли, проблемы политического прогнозирования. В 1970—1980-е годы занимался дискуссионными вопросами истории революционного движения на Урале. В более поздних работах изучены причины краха советской политической системы; механизмы, влияющие на общественно-политические процессы в разных политических системах; соотношение объективных и субъективных факторов в функционировании политических систем. Особое внимание уделяется исследованию национального вопроса в России и за рубежом, а также анализу развития Уральского региона в XIX—XX веках.
Организовал более десяти всероссийских и международных научных конференций. Активный участник многих конференций, организованных другими научными центрами и учебными заведениями, гражданских форумов.
Опубликовал около 550 работ, в том числе монографии, сборники документов, очерки, научно-методические пособия. Редактор более двух десятков коллективных научных трудов. Автор публицистических статей: «Почему никто не спасёт от развала Советский Союз», «Как под лозунгом „Вся власть Советам!“ будет ликвидирована Советская власть» (1989), «Какой будет третья мировая война» (1991), «По какому сценарию будет развиваться гражданская война в России» (1992) и др.
Лидер научного направления «Социально-экономическое и политическое развитие России в XIX—XXI веках» в ПГНИУ. Член диссертационного совета по защите кандидатских диссертаций при Вятском государственном университете, специальности 07.00.02. «отечественная история» (2004—2006) и диссертационного совета по защите докторских и кандидатских диссертаций при Удмуртском государственном университете, специальности 07.00.02 «отечественная история», 07.00.07. «этнография, этнология и антропология» (2008—2011).
Подготовил четырёх докторов и 25 кандидатов исторических наук. 

## Основные работы

### Книги, главы в монографиях
- Ленинская «Искра» на Урале / сост. М. Г. Суслов, под ред. Н. А. Аликиной. Пермь: Пермское книжное издательство, 1975;
- Яков Михайлович Свердлов: товарищ «Михалыч» в Прикамье. Сборник документов и материалов / сост. В. Г. Светлаков, М. Г. Суслов. Пермь: Пермское книжное издательство, 1985. 130 с.;
- Борьба против «экономизма» в российской социал-демократии. Историография проблемы. Иркутск: Изд-во Иркутск. ун-та, 1986. 304 с.
- Очерки истории Пермской областной партийной организации. Пермь, 1986 (в соавт.);
- Прикамские маевки. Пермь, 1989 (редактор);
- Суслов М. Г., Бакунин А. В., Гаврилов Д. В. История Урала: в 5 т. М.: Наука, 1990. Т. 2. Ч. 1, 2.
- Шаги первой революции Пермский край: кpaeведческий сборник. Пермь, 1990 (редактор);
- Национальный вопрос в прошлом, настоящем и будущем России / Перм. гос. ун-т. Пермь, 1995. 248 с.;
- Суслов М. Г., Козлова З. Р. Книга памяти. 1941—1945 гг. Пермская область. Пермь, 1994—1996. Т. 1-13.;
- Суслов М. Г. О взглядах «левых» на общество и власть (Критический анализ Программы РКРП). Пермь, 1997. 59 с.;
- Суслов М. Г., Антипьев А. Г. Местное самоуправление в трансформируемом российском обществе. Пермь: Изд-во ПСИ МОСУ, 2002. 136 с.
- Уральский рабочий союз, или Как писали историю в советское время / Перм. гос. ун-т; Зап.-Урал. ин-т экономики и права. Пермь, 2003. 312 с.;
- Об анархизме наших дней (Критический анализ программных документов РКРП). Пермь, 2004. 166 с.;
- Предыстория «Уральского рабочего союза» и политические биографии его организаторов. Пермь: ПРИПИТ, 2006. 236 с.;
- Причины краха Советской системы / Зап.-Урал. ин-т экономики и права. Пермь, 2007. 360 с. (Изд. 2-е, перераб. / Филиал Уральской академии госслужбы в г. Перми. Пермь: ПРИПИТ, 2007. 216 с.; 3-е изд. Пермь, 2019. — 327 с.);
- Суслов М. Г., Антипьев А. Г. Молодёжь на старте XXI в. / Перм. социал. ин-т. Пермь, 2008. 156 с.;
- Власть и общество в экстремальных исторических ситуациях / под ред. М. Г. Суслова. Пермь: ПГНИУ, 2013. 230 с.

### Статьи и разделы в коллективных трудах
- К истории создания Уральского Союза социал-демократов и социалистов-революционеров // Из истории партийных организаций на Урале. Пермь 1970;
- Аликина Н. А., Суслов М. Г. Распространение марксизма в Прикамье. Деятельность пермских большевистских комитетов и групп в дооктябрьский период. 1883—1916 // Пермская областная организация КПСС (1883—1980 годы): хроника. Пермь: Пермское книжное издательство, 1981;
- Зарождение и борьба политических партий на Урале в конце XIX — начале XX в. // Борьба классов и партий на Урале в период империализма. Пермь, 1985;
- Маевки прикамские; Пермская группа освобождения рабочего класса; Пермские народовольцы; Уральская областная организация социал-демократов и социалистов-революционеров // Материалы по Пермской области к Уральской исторической энциклопедии. Вып. 2. Пермь, 1998;
- Виктор Aлександрович Лопухин // Пермские губернаторы: традиции и современность / под общ. ред. И. К. Кирьянова и В. В. Мухина. — Пермь: ПГУ, 1997. — 215 с.: ил.;
- На перекрёстке мнений горели страсти // Пермский университет в воспоминаниях современников / Сост. В. И. Костицын. Пермь: Изд-во Перм. ун-та, 1996. Вып. 4. Живые голоса. 188 с. ISBN 5-8241-0127-2;
- Современный капитализм как «ультраимпериализм» // Бумбараш. Сентябрь, 1996. Копия
- Прикамье на пути к многопартийности // Архивы и современная история Прикамья. Пермь, 1998.
- Суслов М. Г., Обухов Л. А. «Советы — власть народа!» или «Советы — власть народа?» // Законодательное собрание Пермской области 1994—2004 гг. История представительных органов власти и учреждений Прикамья. Пермь: Пушка, 2004. С. 33-59;
- Суслов М. Г., Астафьев В. М. Живи и помни // Победители потомкам. Кн. 2. Пермь: Пушка, 2005. С. 8—10;
- Доблесть в бою и труде // Герои Прикамья. Пермь: Пушка, 2006. С. 6—7;
- Особенности российских реформ в истории и современности // Административно-территориальные реформы в России. К 225-летию учреждения Пермского наместничества. Пермь, 2006. С. 127—131.
- Новая стадия развития мировой цивилизации и экономика регионов // Современные проблемы развития экономики и управление в регионе. Пермь, 2006. С. 11—15;
- Особенности развития капитализма в России в XIX—XX вв. // Страницы истории Урала. Вып. 4: Общественное движение в крае в XIX — начале XXI вв.: межвуз. сб. науч. ст. Перм. гос. пед. ун-т. Пермь, 2008. С. 31—38;
- Причины поражения белого движения в Гражданской войне // Гражданская война на Востоке России. Урал, Поволжье, Сибирь, Дальний Восток / Агентство по делам архивов Пермского края; Перм. гос. архив новейшей истории. Пермь, 2008. С. 274—277;
- Промышленность Пермского края во второй половине 1960-х — начале 1990-х годов // Дорогами столетий: история ремесел, мануфактур и промышленности Пермского края. Пермь: Пушка, 2009. С. 114—147 (издано по заказу Министерства промышленности, инноваций и науки Пермского края);
- Старые и новые фальсификаторы Великой Отечественной войны // Информационно-методический бюллетень / Науч.-метод. центр Перм. гор. совета ветеранов войны, труда, Вооруженных сил и правоохранительных органов. Пермь, 2009. № 1 (4). С. 42-51;
- К вопросу о красном и белом терроре в годы гражданской войны // Информационно-методический бюллетень № 1 (№ 4) 2009 г. Научно-методического центра Пермского городского Совета ветеранов войны, труда, Вооруженных сил и правоохранительных органов. Пермь, 2009. С. 80—91;
- Исторические факторы становления многопартийности в России: сравнительный анализ рубежей веков // Вестник Пермского университета. Сер. История. 2009. Вып. 4 (8). С. 60—64;
- Национальные движения в истории и современности // Политика и общество. 2010. № 12. С. 13—17;
- Национальный вопрос в условиях новой стадии развития мировой цивилизации // Национальный вопрос в Китае и России: история и современность. Пермь: Аборигены, 2010. С. 7—11.
- Суслов М. Г., Зубов Ю. П. Экономическое развитие многонационального Коми-Пермяцкого автономного округа в 1925—2005 гг. // Национальный вопрос в Китае и России: история и современность. Пермь: Аборигены, 2010. С. 162—176;
- Рецензия на книгу: Гуцул Н. Ф. Они сражались против фашизма: Статьи, документы, списки, публикации. Ch.: Cartea Moldovei, 2010. 776 c.[уточнить]
- «Рабочее законодательство» XIX в. как фактор социальной стабильности общества // Вестник Пермского университета. Сер. Юрид. науки. 2010. Вып. 3 (9). С. 26—29;
- Конституция Российской Федерации глазами историка и политолога // Вестник Пермского университета. Юридические науки. 2010. Вып. 4 (10). С. 73—75;
- Уральский регион или Уральская республика: тенденции развития // Экономико-правовые, социально-политические и культурно-исторические аспекты развития регионов: материалы Междунар. науч.-практ. конференции / Урал. гос. экон. ун-т; Перм. гос. ун-т; Харьков. нац. ун-т; Зап.-Урал. ин-т экономики и права; Перм. ин-т экономики и финансов; Рос. об-во социологов. Березники, 2011. С. 190—192;
- M. G. Suslov and T. M. Zhukova. What Has Caused the Modern Economic Crisis // World Applied Sciences Journal 25 (6): 882—885, 2013.
- M. G. Suslov and T. M. Zhukova. Mentality of the Russians as the element of culture of the nation // Life Science Journal 2014;11(12s) 191—194.
- Прогнозы на Первую мировую войну и их значение для России // Международный научно-исследовательский журнал international research journal. 2015. Сентябрь. Часть 4. № 8 (39). С. 76—80;
- Значение научных прогнозов на мировые войны // Успехи современной науки. 2016. Том 9. № 12. С. 168—171;
- Патриотизм за колючей проволокой или Как заключённые относились к проблемам государства в условиях Великой Отечественной войны // Успехи современной науки. Международный научно-исследовательский журнал. 2016. Т. 9. № 12. С. 175—178;
- Проблемы формирования этнически чистых государств // Успехи современной науки. 2016. Том 9. № 12. С. 186—189.

### Публикации в периодике
- Виновник кризиса — распад СССР // Звезда. 2008. 28 ноября. С. 1—2;
- Для изучения ещё каких предметов привлечь рэперов? //Звезда. 2009. 29 октября. № 130 (31536).

## Награды
- Нагрудный знак «Почётный работник высшего профессионального образования Российской Федерации» (2006).
- Лауреат конкурса молодых учёных Пермского университета.
- Лауреат конкурса учёных Пермского университета.

### Видео
- «Пермь-36» — поле битвы за монополию на историческую память. 18 часть, Михаил Суслов